# Italiens Grand Prix 2021
Italiens Grand Prix 2021, officiellt Formula 1 Heineken Gran Premio D’italia 2021, var ett Formel 1-lopp som kördes den 12 september 2021 på Autodromo Nazionale Monza i Italien. Loppet var det fjortonde loppet ingående i Formel 1-säsongen 2021 och kördes över 53 varv.

## Ställning i mästerskapet före loppet
| Pos. | Förare          | Poäng |
| ---- | --------------- | ----- |
| 1    | Max Verstappen  | 224,5 |
| 2    | Lewis Hamilton  | 221,5 |
| 3    | Valtteri Bottas | 123   |
| 4    | Lando Norris    | 114   |
| 5    | Sergio Pérez    | 108   |

| Pos. | Konstruktör      | Poäng |
| ---- | ---------------- | ----- |
| 1    | Mercedes         | 344,5 |
| 2    | Red Bull-Honda   | 332,5 |
| 3    | Ferrari          | 181,5 |
| 4    | McLaren-Mercedes | 170   |
| 5    | Alpine-Renault   | 90    |

- Notering: Endast de fem bästa placeringarna i vardera mästerskap finns med på listorna.

## Kvalet
Valtteri Bottas för Mercedes var snabbast inför sprintkvalet följt av stallkamraten Lewis Hamilton följt av Red Bulls Max Verstappen.
| Pos.           | Nr. | Förare             | Konstruktör               | Kvaltider | Kvaltider | Kvaltider | Start- grid |
| Pos.           | Nr. | Förare             | Konstruktör               | Q1        | Q2        | Q3        | Start- grid |
| -------------- | --- | ------------------ | ------------------------- | --------- | --------- | --------- | ----------- |
| 1              | 77  | Valtteri Bottas    | Mercedes                  | 1:20,685  | 1:20,032  | 1:19,555  | 1           |
| 2              | 44  | Lewis Hamilton     | Mercedes                  | 1:20,543  | 1:19,936  | 1:19,651  | 2           |
| 3              | 33  | Max Verstappen     | Red Bull-Honda            | 1:21,035  | 1:20,229  | 1:19,966  | 3           |
| 4              | 3   | Lando Norris       | McLaren-Mercedes          | 1:20,916  | 1:20,059  | 1:19,989  | 4           |
| 5              | 4   | Daniel Ricciardo   | McLaren-Mercedes          | 1:21,292  | 1:20,435  | 1:19,995  | 5           |
| 6              | 10  | Pierre Gasly       | Alpha Tauri-Honda         | 1:21,440  | 1:20,556  | 1:20,260  | 6           |
| 7              | 55  | Carlos Sainz, Jr.  | Ferrari                   | 1:21,118  | 1:20,750  | 1:20,462  | 7           |
| 8              | 16  | Charles Leclerc    | Ferrari                   | 1:21,219  | 1:20,767  | 1:20,510  | 8           |
| 9              | 11  | Sergio Pérez       | Red Bull-Honda            | 1:21,308  | 1:20,882  | 1:20,611  | 9           |
| 10             | 99  | Antonio Giovinazzi | Alfa Romeo-Ferrari        | 1:21,197  | 1:20,726  | 1:20,808  | 10          |
| 11             | 5   | Sebastian Vettel   | Aston Martin-BWT Mercedes | 1:21,394  | 1:20,913  | N/A       | 11          |
| 12             | 18  | Lance Stroll       | Aston Martin-BWT Mercedes | 1:21,415  | 1:21,020  | N/A       | 12          |
| 13             | 14  | Fernando Alonso    | Alpine-Renault            | 1:21,487  | 1:21,069  | N/A       | 13          |
| 14             | 31  | Esteban Ocon       | Alpine-Renault            | 1:21,500  | 1:21,103  | N/A       | 14          |
| 15             | 63  | George Russell     | Williams-Mercedes         | 1:21,890  | 1:21,392  | N/A       | 15          |
| 16             | 6   | Nicholas Latifi    | Williams-Mercedes         | 1:21,925  | N/A       | N/A       | 16          |
| 17             | 22  | Yuki Tsunoda       | Alpha Tauri-Honda         | 1:21,973  | N/A       | N/A       | 17          |
| 18             | 47  | Mick Schumacher    | Haas-Ferrari              | 1:22,248  | N/A       | N/A       | 18          |
| 19             | 88  | Robert Kubica      | Alfa Romeo-Ferrari        | 1:22,530  | N/A       | N/A       | 19          |
| 20             | 9   | Nikita Mazepin     | Haas-Ferrari              | 1:22,716  | N/A       | N/A       | 20          |
| 107 %-gränsen: |     |                    |                           |           |           |           |             |
| Källor:        |     |                    |                           |           |           |           |             |

## Sprintkvalet
| Pos.                                                                  | Nr. | Förare             | Konstruktör               | Varv | Tid/Bröt  | Grid | Startgrid | Poäng |
| --------------------------------------------------------------------- | --- | ------------------ | ------------------------- | ---- | --------- | ---- | --------- | ----- |
| 1                                                                     | 77  | Valtteri Bottas    | Mercedes                  | 18   | 27:54,078 | 1    | 191       | 3     |
| 2                                                                     | 33  | Max Verstappen     | Red Bull-Honda            | 18   | +2,325    | 3    | 1         | 2     |
| 3                                                                     | 3   | Daniel Ricciardo   | McLaren-Mercedes          | 18   | +14,534   | 5    | 2         | 1     |
| 4                                                                     | 4   | Lando Norris       | McLaren-Mercedes          | 18   | +18,835   | 4    | 3         |       |
| 5                                                                     | 44  | Lewis Hamilton     | Mercedes                  | 18   | +20,011   | 2    | 4         |       |
| 6                                                                     | 16  | Charles Leclerc    | Ferrari                   | 18   | +23,442   | 8    | 5         |       |
| 7                                                                     | 55  | Carlos Sainz, Jr.  | Ferrari                   | 18   | +27,952   | 7    | 6         |       |
| 8                                                                     | 99  | Antonio Giovinazzi | Alfa Romeo-Ferrari        | 18   | +31,089   | 10   | 7         |       |
| 9                                                                     | 11  | Sergio Pérez       | Red Bull-Honda            | 18   | +31,680   | 9    | 8         |       |
| 10                                                                    | 18  | Lance Stroll       | Aston Martin-BWT Mercedes | 18   | +38,671   | 12   | 9         |       |
| 11                                                                    | 14  | Fernando Alonso    | Alpine-Renault            | 18   | +39,795   | 13   | 10        |       |
| 12                                                                    | 5   | Sebastian Vettel   | Aston Martin-BWT Mercedes | 18   | +41,177   | 11   | 11        |       |
| 13                                                                    | 31  | Esteban Ocon       | Alpine-Renault            | 18   | +43,373   | 14   | 12        |       |
| 14                                                                    | 6   | Nicholas Latifi    | Williams-Mercedes         | 18   | +45,977   | 16   | 13        |       |
| 15                                                                    | 63  | George Russell     | Williams-Mercedes         | 18   | +46,821   | 15   | 14        |       |
| 16                                                                    | 22  | Yuki Tsunoda       | Alpha Tauri-Honda         | 18   | +49,977   | 17   | 15        |       |
| 17                                                                    | 9   | Nikita Mazepin     | Haas-Ferrari              | 18   | +1:02,599 | 20   | 16        |       |
| 18                                                                    | 88  | Robert Kubica      | Alfa Romeo-Ferrari        | 18   | +1:05,096 | 19   | 17        |       |
| 19                                                                    | 47  | Mick Schumacher    | Haas-Ferrari              | 18   | +1:06,154 | 18   | 18        |       |
| RET                                                                   | 10  | Pierre Gasly       | Alpha Tauri-Honda         | 0    | Olycka    | 6    | PL2       |       |
| Snabbaste varvet: Max Verstappen, Red Bull-Honda, – 1:23.502 (varv 9) |     |                    |                           |      |           |      |           |       |
| Källor:                                                               |     |                    |                           |      |           |      |           |       |

Noter
- ^1  – Valtteri Bottas startar sist på startgridden efter att ha tagit ett fjärde motorbyte under säsongen.[6]
- ^2  – Pierre Gasly starar från pit lane efter att ha tagit ett fjärde motorbyte under säsongen, oplanerat växellådebyte och bytt till ett nytt energilager.[7]

## Loppet
Daniel Ricciardo för McLaren vann loppet följt av stallkamraten Lando Norris följt av Valtteri Bottas för Mercedes. Detta var McLarens första seger sedan Brasiliens Grand Prix 2012 och deras första dubbelseger sedan Kanadas Grand Prix 2010.
Lewis Hamilton för Mercedes och Max Verstappen för Red Bull körde in i varandra i den första chikanen vilket resulterade i att Verstappens bil landade ovanpå Hamiltons bil. Båda bilarna fastnade i gruset och båda förarna tvingades bryta loppet. 
Yuki Tsunoda för Alpha Tauri fick problem med sin bil och kom inte till start medan stallkamraten Pierre Gasly tvingades bryta loppet på det tredje varvet efter problem uppstått med bilen.
Nikita Mazepin för Haas tvingades bryta loppet på varv 41 med motorproblem.
| Pos.                                                           | Nr. | Förare             | Konstruktör               | Varv | Tid/Bröt    | Grid | Poäng |
| -------------------------------------------------------------- | --- | ------------------ | ------------------------- | ---- | ----------- | ---- | ----- |
| 1                                                              | 3   | Daniel Ricciardo   | McLaren-Mercedes          | 53   | 1:21:54,365 | 2    | 261   |
| 2                                                              | 4   | Lando Norris       | McLaren-Mercedes          | 53   | +1,747s     | 3    | 18    |
| 3                                                              | 77  | Valtteri Bottas    | Mercedes                  | 53   | +4,921s     | 19   | 15    |
| 4                                                              | 16  | Charles Leclerc    | Ferrari                   | 53   | +7,309s     | 5    | 12    |
| 5                                                              | 11  | Sergio Pérez       | Red Bull-Honda            | 53   | +8,723s     | 8    | 10    |
| 6                                                              | 55  | Carlos Sainz, Jr.  | Ferrari                   | 53   | +10,535s    | 6    | 8     |
| 7                                                              | 18  | Lance Stroll       | Aston Martin-BWT Mercedes | 53   | +15,804s    | 9    | 6     |
| 8                                                              | 14  | Fernando Alonso    | Alpine-Renault            | 53   | +17,201s    | 10   | 4     |
| 9                                                              | 63  | George Russell     | Williams-Mercedes         | 53   | +19,742s    | 14   | 2     |
| 10                                                             | 31  | Esteban Ocon       | Alpine-Renault            | 53   | +20,868s    | 12   | 1     |
| 11                                                             | 6   | Nicholas Latifi    | Williams-Mercedes         | 53   | +23,743s    | 13   |       |
| 12                                                             | 5   | Sebastian Vettel   | Aston Martin-BWT Mercedes | 53   | +24,621s    | 11   |       |
| 13                                                             | 99  | Antonio Giovinazzi | Alfa Romeo-Ferrari        | 53   | +27,216s    | 7    |       |
| 14                                                             | 88  | Robert Kubica      | Alfa Romeo-Ferrari        | 53   | +29,769s    | 17   |       |
| 15                                                             | 47  | Mick Schumacher    | Haas-Ferrari              | 53   | +51,088s    | 18   |       |
| RET                                                            | 9   | Nikita Mazepin     | Haas-Ferrari              | 41   | DNF         | 16   |       |
| RET                                                            | 44  | Lewis Hamilton     | Mercedes                  | 25   | DNF         | 4    |       |
| RET                                                            | 33  | Max Verstappen     | Red Bull-Honda            | 25   | DNF         | 1    |       |
| RET                                                            | 10  | Pierre Gasly       | Alpha Tauri-Honda         | 3    | DNF         | PL   |       |
| RET                                                            | 22  | Yuki Tsunoda       | Alpha Tauri-Honda         | 0    | Startade ej | 15   |       |
| Snabbaste varvet: Daniel Ricciardo, McLaren-Mercedes, 1:24,812 |     |                    |                           |      |             |      |       |
| Källor:                                                        |     |                    |                           |      |             |      |       |

Noter
- ^1  – Inkluderar en extra poäng för snabbaste varv.

## Ställning i mästerskapet efter loppet
| Pos. | Förare           | Poäng |
| ---- | ---------------- | ----- |
| 1    | Max Verstappen   | 224,5 |
| 2    | Lewis Hamilton   | 221,5 |
| 3    | Valtteri Bottas  | 138   |
| 4    | Lando Norris     | 132   |
| 5    | Sergio Pérez     | 118   |
| 6    | Charles Leclerc  | 104   |
| 7    | Carlos Sains     | 97,5  |
| 8    | Daniel Ricciardo | 83    |
| 9    | Pierre Gasly     | 66    |
| 10   | Fernando Alonso  | 50    |

| Pos. | Konstruktör               | Poäng |
| ---- | ------------------------- | ----- |
| 1    | Mercedes                  | 359,5 |
| 2    | Red Bull-Honda            | 342,5 |
| 3    | McLaren-Mercedes          | 214   |
| 4    | Ferrari                   | 201,5 |
| 5    | Alpine-Renault            | 95    |
| 6    | AlphaTauri-Honda          | 82    |
| 7    | Aston Martin-Mercedes     | 59    |
| 8    | Williams-Mercedes         | 21    |
| 9    | Alfa Romeo Racing-Ferrari | 3     |
| 10   | Haas-Ferrari              | 0     |

- Notering: Endast de tio bästa placeringarna i vardera mästerskap finns med på listorna.

## Efter loppet
Incidenten mellan Lewis Hamilton och Max Verstappen resulterade i att Verstappen fick en tre positions grid-penalty.